# Cickányoposszumok
A cickányoposszumok az emlősök (Mammalia) osztályának és az erszényesek (Marsupialia) alosztályágának a cickányoposszum-alakúak (Paucituberculata) rendjét, és az abba tartozó egyetlen családot, a cickányoposszum-félék (Caenolestidae) családját jelenti.

## Rendszerezés
A családba az alábbi nemek és fajok tartoznak:
- Caenolestes – Thomas, 1895 – 4 faj
  - szürkehasú cickányoposszum (Caenolestes caniventer)
  - andesi cickányoposszum (Caenolestes condorensis)
  - kormos cickányoposszum (Caenolestes convelatus)
  - selymes cickányoposszum (Caenolestes fuliginosus)
- Lestoros – Oehser, 1934 – 2 faj
  - perui cickányoposszum (Lestoros inca)
- Rhyncholestes – Osgood, 1924 – 1 faj
  - chilei cickányoposszum (Rhyncholestes raphanurus)